# 2022年の宝塚歌劇公演一覧
宝塚歌劇団が2022年に行った公演の一覧を掲載する。

## 花組

### 殉情
- 宝塚バウホール［主演：帆純 まひろ］：2022年10月13日〜10月21日
- 宝塚バウホール［主演：一之瀬 航季］：2022年10月30日〜11月7日

### フィレンツェに燃える
- 全国ツアー：2022年10月14日〜11月3日

### 巡礼の年〜リスト・フェレンツ、魂の彷徨〜
- 宝塚大劇場：2022年6月4日〜7月11日
- 東京宝塚劇場：2022年7月30日〜9月4日

### 冬霞（ふゆがすみ）の巴里
梅田芸術劇場シアター・ドラマシティ：2022年3月25日〜4月2日
豊島区立芸術文化劇場：2022年4月8日〜4月14日

### TOP HAT
梅田芸術劇場メインホール：2022年3月21日〜4月6日

### 元禄バロックロック
宝塚大劇場：2021年11月6日〜12月13日
東京宝塚劇場：2022年1月2日〜2月6日

## 月組

### グレート・ギャツビー
宝塚大劇場：2022年7月16日〜8月22日
東京宝塚劇場：2022年9月10日〜10月9日

### ブエノスアイレスの風  －光と影の狭間を吹き抜けてゆく…－
日本青年館ホール：2022年5月3日〜5月10日
梅田芸術劇場シアター・ドラマシティ：2022年5月18日〜5月26日

### Rain on Neptune
舞浜アンフィシアター：2022年5月14日〜5月23日

### 今夜、ロマンス劇場で
宝塚大劇場：2022年1月1日〜1月31日
東京宝塚劇場：2022年2月25日〜3月27日

## 星組

### ディミトリ　-曙光に散る、紫の花-
宝塚大劇場:2022年11月12日～12月13日
東京宝塚劇場:2023年1月2日～2月12日

### モンテ・クリスト伯
全国ツアー：2022年9月1日〜9月21日

### ベアタ・ベアトリクス
宝塚バウホール：2022年9月8日〜9月19日

### めぐり会いは再び next generation  －真夜中の依頼人（ミッドナイト・ガールフレンド）－
宝塚大劇場：2022年4月23日〜5月30日
東京宝塚劇場：2022年6月18日〜7月24日

### 王家に捧ぐ歌
御園座：2022年2月8日〜2月27日

### ザ・ジェントル・ライアー  ～英国的、紳士と淑女のゲーム～
宝塚バウホール：2022年2月1日〜2月13日
KAAT神奈川芸術劇場：2022年2月19日〜2月25日

## 雪組

### 蒼穹の昴
宝塚大劇場:2022年10月1日～11月7日
東京宝塚劇場:2022年11月26日～12月25日

### 心中・恋の大和路
梅田芸術劇場シアター・ドラマシティ：2022年7月20日〜7月28日
日本青年館ホール：2022年8月3日〜8月10日

### ODYSSEY（オデッセイ）  －The Age of Discovery－
梅田芸術劇場メインホール：2022年7月21日〜8月7日
東京国際フォーラム ホールC：2022年1月10日〜1月22日

### 夢介千両みやげ
宝塚大劇場：2022年3月19日〜4月18日
東京宝塚劇場：2022年5月7日〜6月12日

### Sweet Little Rock 'n' Roll
宝塚バウホール：2022年1月14日〜1月25日

## 宙組

### HiGH&LOW  -THE PREQUEL-
宝塚大劇場:2022年8月27日～9月26日
東京宝塚劇場:2022年10月15日～11月20日

### カルト・ワイン
豊島区立芸術文化劇場：2022年6月17日〜6月26日
梅田芸術劇場シアター・ドラマシティ：2022年7月2日〜7月7日

### FLY WITH ME
東京ガーデンシアター：2022年6月10日〜6月12日

### NEVER SAY GOODBYE  －ある愛の軌跡－
宝塚大劇場：2022年2月5日〜3月14日
東京宝塚劇場：2022年4月2日〜5月1日